# Фриш, Карл фон
Карл Риттер фон Фриш (нем. Karl Ritter von Frisch, 20 ноября 1886, Вена, Австро-Венгрия — 12 июня 1982, Мюнхен, ФРГ) — австро-немецкий биолог, зоолог и этолог, лауреат Нобелевской премии по физиологии и медицине совместно с Конрадом Лоренцем и Николасом Тинбергеном (1973). 
Нобелевскую премию получил «за открытия, связанные с созданием и установлением моделей индивидуального и группового поведения животных». Известен главным образом благодаря изучению пчёл.
Сыграл решающую роль в открытии языка танца пчёл, которое является одним из самых значительных открытий за всю историю науки.

## Биография
Родился в Вене в семье университетского профессора Антона Риттера фон Фриша и его жены Марии, урождённой Экснер. Учился в грамматической школе, затем поступил в Венский университет на факультет медицины, но после первого семестра перешёл на философский факультет и начал изучать зоологию. В 1910 году Фриш получил докторскую степень и в том же году получил место ассистента у Рихарда фон Гертвига в Институте зоологии при Мюнхенском университете. В 1921 году Фриш становится деканом факультета Зоологии Ростокского университета. В 1923 году он переезжает в Бреслау, а в 1925 году возвращается в Мюнхен. В 1946 году после разрушения Зоологического института Фриш переезжает в Грац, но через четыре года вновь возвращается в Мюнхен после возобновления работы Института Зоологии. В 1958 году Фриш Становится заслуженным профессором, но несмотря на это продолжает научную деятельность.
Являлся почётным членом Апимондии.

### На службе Третьему рейху
К моменту прихода Адольфа Гитлера к власти в Германии в 1933 году Карл фон Фриш был профессором зоологии в Мюнхенском университете. В скором времени нацистское правительство потребовало от всех государственных гражданских служащих, включая профессоров, представить доказательства их арийского происхождения.
У Карла фон Фриша было немало врагов среди немецких учёных. Одни из них испытывали к нему профессиональную зависть, другие руководствовались антисемитскими соображениями. Среди них были астроном Вильгельм Фюрер и ботаник Эрнст Бергдольт, оба члены НСДАП. Вильгельм Фюрер на протяжении нескольких лет плёл интриги против фон Фриша, утверждая, что тот негативно относится к антисемитизму, проявляет необычную благосклонность к евреям и супругам евреев в своей лаборатории, а также сам является по меньшей мере на четверть евреем. Ректор Мюнхенского университета Леопольд Кёльбль в ответ на действия Фюрера направил запрос в Министерство образования и культуры о необходимости привлечения нацистского ведомства, ответственного за генеалогические исследования, для проверки родословной фон Фриша.
К концу 1940 года ведомство, ответственное за генеалогические исследования, установило, что бабушка фон Фриша по матери была дочерью евреев, обратившихся в католичество.
Хотя граждане Германии, в чьих жилах текла четверть еврейской крови, не подвергались столь суровым гонениям со стороны нацистов, как чистокровные евреи и евреи-полукровки, их постепенно изгоняли из системы высшего образования, медицины и юриспруденции. В начале 1941 года ректор Мюнхенского университета объявил о предстоящем увольнении фон Фриша. Это стало тяжёлым ударом для пятидесятичетырёхлетнего учёного, который посвятил свою жизнь науке. Многие крупные немецкие учёные попытались помочь фон Фришу путём подачи просьб к нацистским чиновникам, однако безуспешно.
Практически одновременно с появлением угрозы научной карьере фон Фриша возникла серьёзная угроза основному предмету его исследований — пчёлам. В течение 1940—1941 гг. одноклеточный кишечный паразит Nosema apis оказал опустошающее воздействие на популяцию этих насекомых в Германии. Количество уничтоженных им в течение двух лет ульев исчислялось сотнями тысяч. Причины этого бедствия остались невыясненными, но стало очевидно, что оно поставило под угрозу всё сельское хозяйство Германии, поскольку пчёлы являются главными опылителями сельскохозяйственных культур.
Зимой 1941 года командование гитлеровской армии уже поняло, что блицкриг потерпел неудачу, а потому немецкая нация должна бросить все усилия на снабжение армии оружием и продовольствием. В этих условиях Карл фон Фриш оказался востребованным специалистом по пчёлам, хотя знал очень мало об их паразитах и ещё меньше — о сельском хозяйстве.
Президент Общества пчеловодов Южной Баварии написал прошение в штаб-квартиру НСДАП, в котором умолял не увольнять «самого успешного исследователя пчёл в мире», чтобы использовать его знания для преодоления катастрофической чрезвычайной ситуации. В своём обращении он даже ссылался на понимание проблем сельского хозяйства Гитлером, отец которого был пчеловодом. В 1942 году Гиммлер учредил институт для борьбы с паразитами насекомых. В конце концов под давлением Министерства продовольствия и сельского хозяйства Германии, сообщившего о гибели 800 тысяч пчелиных колоний, нацистское правительство решило позволить фон Фришу продолжать его научную работу для борьбы против паразита Nosema apis.

## Вклад
Занимался изучением механизмов коммуникации у медоносных пчёл, открыл их чувствительность к ультрафиолету и поляризованному свету. Открыл так называемый язык кругового танца у пчёл. Изучал химический уровень коммуникации пчёл, в частности, ему принадлежит открытие феромонов, производимых маткой и являющихся регулятором иерархических отношений в пчелином социуме.

## Издания на русском языке
- Фриш К. Из жизни пчёл / Халифман И. А. (отв.ред.). — Москва: Мир, 1980. — 216 с. — 50 000 экз.
- Карл Фриш. Десять маленьких непрошеных гостей. М.: Детская литература, 1970.

### На русском языке
- Веннер А., Уэллс П. Анатомия научного противостояния. Есть ли «язык» у пчёл? / Перевод с английского и научное редактирование Е. Н. Панова. — Москва: «Языки славянских культур», 2011. — 488 с. — (Разумное поведение и язык. Language and Reasoning). — ISBN 978-5-9551-0491-1.

### На английском языке
- Tania Munz. The Dancing Bees: Karl von Frisch and the Discovery of the Honeybee Language. — Chicago and London: The University of Chicago Press, 2016. — 304 p. — ISBN 978-0-226-02105-8.